# Viasa
Viasa (исп. Venezolana Internacional de Aviación, Sociedad Anónima — VIASA) — бывшая национальная авиакомпания Венесуэлы, основанная в 1960 году по решению правительства страны для осуществления международных коммерческих авиаперевозок.

## История

### Начало
Авиакомпания Viasa была образована с почти равным участием правительства Венесуэлы и частного бизнеса — 51 % капитала принадлежало государственному авиаперевозчику Aeropostal (Línea Aeropostal Venezolana), остальные 49 % — частным инвесторам и авиакомпании Avensa, совладельцем которой в свою очередь позднее стала Pan American World Airways. Совет директоров компании был сформирован только из представителей бизнеса.
В ноябре 1960 года Viasa разместила заказы на два самолёта Convair 880-22М и заключила с голландской авиакомпанией KLM договор на аренду лайнера Дуглас DC-8, на котором начала регулярные полёты в Европу с 1 апреля 1961 года. Партнёрские отношения между компаниями продолжались в течение 24 лет.

### Развитие
Viasa была единственной латиноамериканской авиакомпанией, с момента создания эксплуатировавшей только реактивные самолёты. С апреля 1961 года выполнялись рейсы в Лиссабон, Мадрид, Париж, Рим, Милан, Амстердам, Лондон и на Азорские острова, а с поступлением двух самолётов Convair 880-22M открылись маршруты в Нью-Йорк, Доминиканскую Республику, Панаму, Новый Орлеан, Маракайбо, Арубу, Кюрасао, Майами, Хьюстон, Боготу и Лиму.
В 1963 году Viasa получила в субаренду третий Convair, которым открыла направления в Мехико и Монтего-Бей. В 1965 году флот авиакомпании пополнился первым самолётом Дуглас DC-8-53 и год спустя — вторым лайнером того же типа.
В 1967 году Viasa начинает полёты на арендованных у Avensa самолётах Дуглас DC-9-15 на маршрутах между Сан-Хосе (Коста-Рика), Панамой, Колумбией, Маракайбо и Каракасом.
В 1971 году авиакомпания подписала ещё одно соглашение с KLM на операционный лизинг Boeing 747-200 с передачей самолёта в апреле 1972 года. Лайнеру было присвоено название самой большой реки Венесуэлы Ориноко, самолёт начинает использоваться на дальнемагистральных маршрутах в Мадрид, Париж, Амстердам и, с лета 1973 года, в Рим, Милан, Маракайбо, Панаму и Салвадор.

### Кризис
До 1975 года Viasa показывала в отчётах ежегодную прибыль, начиная с момента образования авиакомпании, и являлась образцовой в плане модели управления бизнесом авиаперевозок. Однако в финансовый год с октября 1975 по сентябрь 1976 года был зарегистрирован чистый убыток, обусловленный резким ростом в мире стоимости топлива и локальными проблемами с собственным профсоюзом.
Впервые в деятельность Viasa вмешалось правительство страны, проведя полную национализацию авиакомпании. На первых порах изменения к худшему в работе авиаперевозчика не замечались — государство компенсировало всех расходы Viasa за счёт своих высоких доходов от экспорта нефти.
Падение мировых цен на энергоносители породило резкий спад экономики страны. Вновь пришедший к власти (после Хайме Лусинчи) президент Перес в соответствии с новой экономической программой и рекомендациями Международного валютного фонда принял решение о приватизации Viasa. Суть приватизации заключалась в передаче 60 % акций авиакомпании частным инвесторам, 20 % — трудовому коллективу и оставшаяся часть плюс привилегированные акции отходили правительству Венесуэлы. В качестве главных претендентов на 60%-ный пакет акций выступили авиакомпании Иберия и KLM.
Итоги и сам ход торгов, в результате которых победителем была признана Иберия, до сих пор содержат противоречивую информацию, в том числе возникает вопрос целесообразности продажи контрольного пакета акций одной государственной компании другой также государственной (и более того — иностранной) компании. Получившая в августе 1991 года контроль над Viasa, Иберия столкнулась с аналогичными проблемами в бизнес-модели собственного управления (и, в конечном итоге, также была приватизирована в 2001 году).
Так или иначе, с августа 1991 года авиакомпания Viasa начала сдавать свои позиции на рынке международных авиаперевозок. Два Airbus A300, взятые в аренду у немецкой Люфтганза, возвращены обратно владельцу. Дальнемагистральные DC-10 передаются в управление Иберии, взамен поставляются самолёты меньшего класса Boeing 727-200, проигрывавшие конкуренцию на северных маршрутах с лайнерами Boeing 757, Airbus A300 American Airlines и Boeing 757 компании United Airlines.
23 января 1997 года авиакомпания Viasa полностью прекратила свою деятельность.

## Сегодня
В настоящее время правительство Венесуэлы пытается повторить коммерческий успех Viasa с вновь созданной авиакомпанией Conviasa, однако деятельность последней на рынке международных перевозок Венесуэлы пока идёт с переменным успехом.

## Маршрутная сеть
В прошлом Viasa — единственная авиакомпания Латинской Америки, осуществлявшая авиаперевозки с самого начала деятельности на реактивных самолётах. В 1961 году маршрутная сеть компании на международных направлениях включала в себя Азорские острова, Лиссабон, Мадрид, Париж, Рим, Милан, Амстердам и Лондон. Позднее, с получением двух лайнеров Convair 880-22M авиакомпания открыла регулярные рейсы в Нью-Йорк, Доминиканскую Республику, Панаму, Новый Орлеан, Маракайбо, Арубу, Кюрасао, Майами, Хьюстон, Боготу и Лиму.
В течение многих лет Viasa обслуживала регулярный маршрут между международным аэропортом имени Симона Боливара в Каракасе и международным аэропортом имени Луиса Муньоса Марина в Сан-Хуане (Пуэрто-Рико). Данный маршрут был в числе первых отменённых направлений после прекращения партнёрского договора между Viasa и голландской авиакомпанией KLM.

## Флот

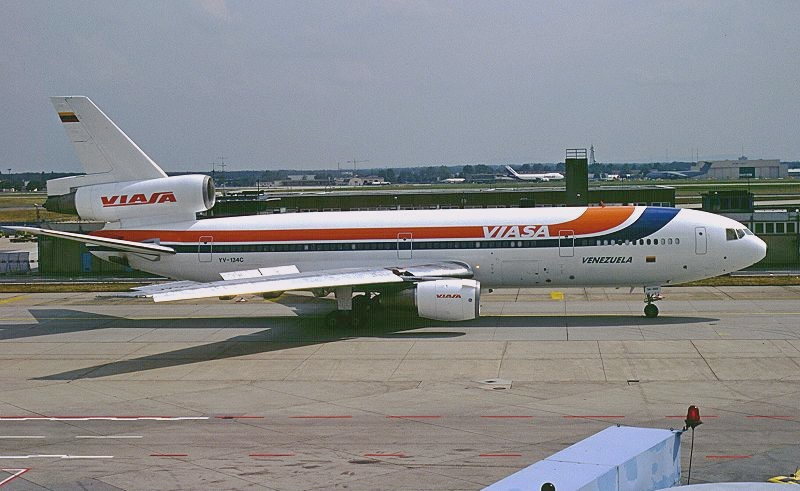
McDonnell Douglas DC-10-30 авиакомпании Viasa в аэропорту Франкфурта, 1996 год. Фюзеляж самолёта окрашен в цвета испанской авиакомпании Iberia

В течение своей деятельности в разное время авиакомпания Viasa эксплуатировала следующие воздушные суда:
- Airbus A300B4
- Airbus A300C4
- Boeing 747—100
- Boeing 747-200B
- Boeing 747-200C
- Boeing 747-200F
- Boeing 727—200
- Convair 880-22M-3
- Curtiss C-46
- Douglas DC-7C
- Douglas DC-7F
- Douglas DC-8-30
- Douglas DC-8-40
- Douglas DC-8-50
- Douglas DC-8-60
- Douglas DC-6B[2]
- Douglas DC-9-10
- Douglas DC-9-30
- Lockheed Super Constellation
- McDonnell Douglas DC-10-30
- McDonnell Douglas MD-80